# Jim Hinds
James Alfred "Jim" Hinds (nascido em 6 de junho de 1937) é um ex-ciclista britânico. Representou o Reino Unido em duas provas nos Jogos Olímpicos de Verão de 1960, em Roma.